# Tabanović
Tabanović es un pueblo ubicado en el municipio de Mionica, distrito de Kolubara, Serbia.

## Superficie
Cuenta con una superficie de 4,632 kilómetros cuadrados.

## Demografía
Hasta 2022 la población era de 271 habitantes, con una densidad de población de 58,50 habitantes por kilómetro cuadrado.
| 548                                                             | 539 | 475 | 471 | 453 | 398 | 388 | 352 | 271 |
| (Fuente: Population statistics of Eastern Europe & former USSR) |     |     |     |     |     |     |     |     |